# Slovenska moderna (književnost)
Slovenska moderna v književnosti med letoma 1899 in 1918. Izraz moderna izhaja iz besede modernus, kar pomeni nedaven, sodoben ali sodobna. V literaturi se je pojavil leta 1899, ko sta izšli dve pesniški zbirki: Cankarjeva Erotika in Župančičeva Čaša opojnosti. Pojavile so se nove teme, novi motivi, novi izrazi in nova mišljenja. Še vedno se je pojavljala tradicija romantike, zgledovali so se po Heineju, Prešernu ter ljudskem slovstvu. Moderna je razvila vse tri književne zvrsti oz. vrste: liriko, epiko, dramatiko oz. poezijo, prozo.

## Poezija
Najpomembnejši pesniki so bili Ivan Cankar, Oton Župančič, Dragotin Kette, Josip Murn Aleksandrov, Alojz Gradnik. Prvi štirje so se zbirali v krogu Zadruge (literarni krožek).
V tej dobi je bila lirika zelo pomembna za slovensko literaturo, saj je bila tista iz obdobja med romantiko in realizmom epigonska in je izgubila neposredno izpovedno moč. Lirika moderne je obudila neposredno izpovednost, povzela je izročilo romantike in ga dopolnila z novimi temami in idejami, tudi z idejami simbolizma in dekadence. Verz in ritem sta bila nova, sproščena, jezik je bil zelo zvočen in pomensko bogat. Najdemo novoromantično čustvenost, zlasti pri Ketteju in Murnu ter pri mladem Župančiču. Pri starejšem Župančiču in Cankarju pa najdemo simbolizem in dekadenco. Najbolj tradicionalen je bil Gradnik, a le v obliki (še vedno je gradil sonet), nov pa je v jeziku in besedju. V obliki je bil tradicionalen tudi Kette. Velik vpliv sta imela tudi Borut Kokut in Simon Babič, saj sta denarno podpirala naše velike pisce, kot sta Oton Župančič in Dragotin Kette.

#### Zvrsti in vrste oz. oblike
Po Prešernu je nov vrh dosegla ljubezenska pesem, ob njej pa še razpoloženjska, osebnoizpovedna pesem, miselna, domovinska, pa tudi socialna in religiozna. V moderni niso bile priljubljene stalne pesniške oblike, pač pa so njihovo mesto zavzele svobodnejše, krajše, štirivrstične pesmi, ki so lahko tudi brez trdne kitične oblike. Župančič je imel rad daljše pesmi, zložene iz različno dolgih verzov in kitic, s svobodnim ritmom, ki spominjajo na himne, ode in psalme. Verz se je sprostil; silabotoničnega so nadomestili s svobodnim razpostavljanjem poudarkov. Poudarjena mesta niso bila več strogo določena. Dokončni preboj v moderno je dosegla Župančičeva pesem Roža mogota. Cankar se po njej umakne iz pesništva v pisateljstvo. Ob koncu 19. stol. so na slovenskem političnem področju nastopale tri glavne politične stranke: Katoliška narodna stranka (klerikalna), Jugoslovanska socialnodemokratska stranka in Narodno napredna stranka (liberalna). Vodilna je bila klerikalna stranka, ki se je kasneje preimenovala v Slovensko ljudsko stranko, njen predstavnik pa je bil J. E. Krek.
Najznačilnejša pojava na Slovenskem v tem času sta bila: industrializacija in izseljevanje. Na Koroškem in Štajerskem se je povečeval nacionalno-imperialistični vpliv, na Primorskem pa je nastopal italijanski iredentizem (politično rovarjenje proti državi).
Leta 1908 je vladala tako imenovana aneksijska kriza, ko si je Avstro-Ogrska priključila Bosno in Hercegovino. V Ljubljani so bile demonstracije kot odgovor na napade Nemcev proti Slovencem na Ptuju. Nemški vojaki so tedaj streljali na demonstrante in ubili Ivana Adamiča in Rudolfa Lundra. Tako so Slovenci postali še bolj protiavstrijsko usmerjeni. 
V ospredju pa je bilo tudi jugoslovansko vprašanje; v ta namen je nastala tivolska resolucija. Narodno vprašanje pa so reševali tudi mladi člani preporoda, kateri so izdajali tudi istoimensko revijo, ki je izhajala od 1912 do 1913.
S svojim predavanjem Slovenci in Jugoslovani je na ta problem pomembno vplival tudi Ivan Cankar. Zanj je bilo jugoslovansko vprašanje zgolj politično, ne pa tudi kulturno.
Obdobje moderne pa je bilo pomembno tudi za področje kulture, še posebej književnosti. Po Prešernu doseže naša književnost v tem obdobju spet evropsko raven.
Pomembno vlogo pa je imelo tudi gledališče, kjer so prvič odigrali Cankarjeve drame.
Poglavitni pesniki in pisatelji moderne pa so: Dragotin Kette, Josip Murn Aleksandrov, Ivan Cankar, Oton Župančič, Izidor Cankar in Alojz Gradnik. Moderna je obdobje, ko se na slovenskem začnejo uveljavljati nova romantika, dekadenca in simbolizem. Začetek moderne je bil leta 1899, ko sta izšli Cankarjeva Erotika in Župančičeva Čaša opojnosti. Konča pa se z letom 1918, s smrtjo Cankarja in koncem prve svetovne vojne.
Nova romantika: obnova »stare« romantike z začetka 19. stol., njene domišljije, čustev in oblik, vendar z novim zagonom in v skladu s spremenjenimi razmerami. Dekadenca: umetniška smer, za katero je značilen pretiran individualizem, čaščenje oblike in umetnosti zaradi nje same. Človek je prenasičen, duševno utrujen in beži od stvarnosti v svet umetnosti. Vlada mračno razpoloženje. Simbolizem: umetniška smer, ki za izrazno sredstvo uporablja simbole, oziroma podobe, ki pa so dvoumni in nejasni.
Moderna je po romantiki druga velika doba slovenske književnosti. V obdobju dvajsetih let je dala vrhunska dela v liriki, epiki in dramatiki oz. poeziji, prozi in dramatiki. Ustvarila je pomembno književno kritiko in esejistiko.

## Proza
Najpomembnejši ustvarjalci so bili Ivan Cankar, Izidor Cankar, Fran Saleški Finžgar, Fran Milčinski, Zofka Kveder in Ksaver Meško. S Cankarjem je slovenska proza prvič dosegla svetovni vrh. Pripovedništvo je bilo sicer še vedno zelo realistično in naturalistično, npr. pri Kvedrovi, Finžgarju ... Pojavljalo se je novo, novoromantično pripovedništvo, v katerem je bil najpomembnejši Cankar, ki je v pripovedništvo vnašal čustvenost, domišljijo in pogosto lirski značaj. Včasih se je pojavila dekadenčna proza, posebno pri temah, ki predstavljajo bolestna razpoloženja, patološko duševna stanja in estetsko prefinjene pojave. Simbolistična proza se je pojavljala zlasti tam, kjer je bil slog sicer impresionističen, a simboli niso bili težki, nejasni, nerazumljivi in namesto simbolov je tudi Cankar (kot najizrazitejši simbolist) ljubil alegorije in prispodobe. Od zvrsti in vrst oz. oblik so bile v prozi moderne priljubljene predvsem črtice, novele in povesti, razvil pa se je tudi roman.
Razpon tem in motivov je bil zelo širok, mnogo obsežnejši kot v obdobju med romantiko in realizmom. Pojavljale so se ljubezenske snovi, socialni problemi, politične in moralne satire. Med glavnimi vprašanji literature tistega časa najdemo vprašanja izseljevanja, položaja ženske, vloge umetnika in umetnosti, slovenske nacionalne ogroženosti, vojne, smrti, deloma tudi revolucije. Brezčasnost v prozi je dosegel Ivan Cankar.

## Dramatika
Dramatika se je zelo razvila in prinesla vse dramatske zvrsti: tragedije, komedije, resnobne drame, farse in tudi prve primere ljudskih iger, ki jih je pisal predvsem Fran Saleški Finžgar. Z Ivanom Cankarjem je dramatika dosegla evropski nivo.
V tem času je literatura postala povsem nova, pomembna je postala duša. Z modernimi leposlovnimi tokovi so se slovenski literati srečali na Dunaju, od koder so jih prinesli v slovensko literaturo. V tem času sta bili pomembni dve založbi, ki sta izdajali dela literatov moderne: Schwentnerjeva založba in Kleimayr-Bambergova založba.
Začetek 20. stoletja je na Slovenskem pomenil velik razcvet tudi drugih vej umetnosti, in sicer slikarstva, glasbe in arhitekture. Med arhitekti sta bila najpomembnejša Plečnik in Maks Fabiani; med slikarji impresionisti Rihard Jakopič, Matija Jama, Matej Sternen, Ivan Grohar; med glasbeniki Aleksander Lajovic, Uroš Krek.